# Svarog

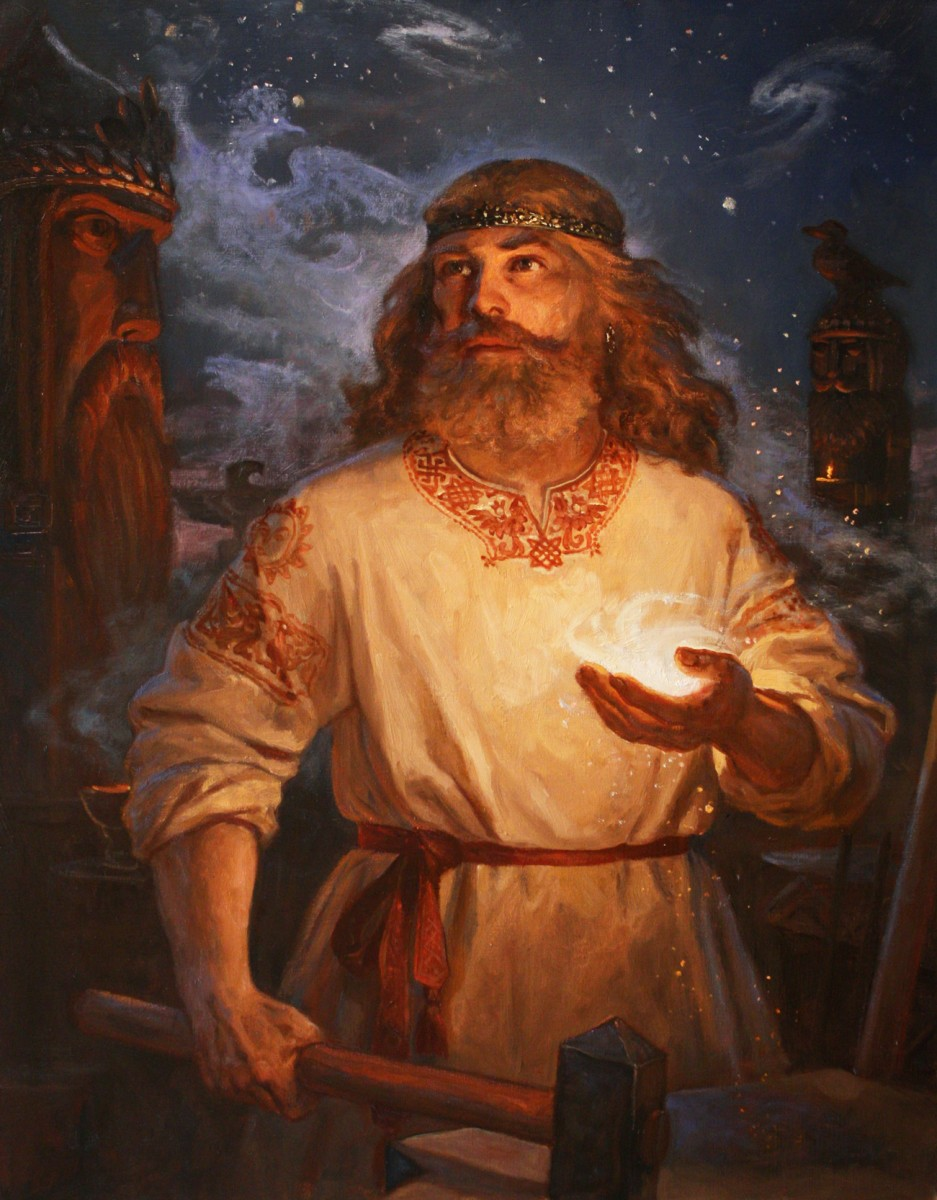
Svarog av Andrey Shishkin

Svarog  (fornslaviska: Сварогъ/Соварогъ, ryska: Сварог, sorbiska: Schwayxtix) var i den slaviska mytologin smedernas gud och far till Dazjbog, åtminstone enligt Johannes Malalas krönikor. Vissa forskare anser också att han var allfader i östslavisk mytologi och den himmelska elden (ej att förväxla med Svarozjitj). Svarog har ibland avbildats med tre huvuden (jämför Triglav) och kunde enligt sägnen förvandla sig till tjur, varg, häst och falk.

## Etymologi
Forskare har alltid lockats av samklangen i teonymet Svarog med fornindiska "Svarga" som betyder "himlen, himmelska". På grundval av detta drogs slutsatsen av en språklig samhörighet med dessa ord och även guden Svarogs funktioner. Men det finns många felaktigheter i denna hypotes. Ordet svar-gá betyder bokstavligen "solvägen", och bildades efter att indo-arierna hade separerats från andra indo-européer och kunde därför inte hamna hos slaverna. Det är omöjligt att slaverna lånade ordet från iranska (skyto-sarmatiska), eftersom indo-ariska "svar" (sol) motsvarar den iranska "hvar" på grund av den naturliga övergången från s-ljudet till h-ljudet i iranska språket. I själva verket kan det inte heller vara det slaviska teonymet för solen, eftersom det inte fanns någon övergång från l-ljudet till r-ljudet i de slaviska språken.
Tack vare Oleg Trubatjovs teori om indo-ariska språksubstrat i norra Svartahavsområdet, görs försök att återuppliva hypotesen om det gamla indo-ariska ursprunget av teonymet Svarog. Detta teonym påstods slaverna ha lånat från indo-arierna i norra Svartahavsområdet och kom från "Svarga" (himlen, himmelska). Oleg Trubatjovs teori accepteras inte av de flesta moderna forskare, som iranister och Indologister. Ändå anser Leo Klejn (som inte är lingvist) att det inte finns andra alternativ än att acceptera den indo-ariska teorin.
Max Fasmer skriver att teonymet Svarog förknippas med samslaviska svara/svarь vilket ger betydelsen "argumenterande" eller "dömande" Det tycker han stämmer helt överens med krönikorna: "а яже прелюбы дѣющѣ казнити повелѣваше. Сего ради и прозъваша и богъ Сварогъ" ([…]Och de som begick otroheter beordrade han avrätta. Därför kallade de honom för Svarog). Viljo Mansikka nämner också rumänska orden sfarogŭ, švarogŭ "torr, brännande," som är lånade av rumänska från samslaviska. *Skvara, Fornryska: Сквара (skvara), fornkyrkoslaviska Сквара (skvara) (eld, låga, offer, rök, ångor).